# Eutreta jamaicensis
Eutreta jamaicensis är en tvåvingeart som beskrevs av Stoltzfus 1977. Eutreta jamaicensis ingår i släktet Eutreta och familjen borrflugor.
Artens utbredningsområde är Jamaica. Inga underarter finns listade i Catalogue of Life.